# 한혜은
한혜은(1992년 11월 9일~)은 대한민국의 모델이자 방송인이다.
2014년에 사진동호회에서 모델 활동을 시작한 이후, 2015년에 전문 레이싱 모델로 데뷔하였다. 대표적으로는 2015년 서울 모터쇼에서 활동하였으며, 현재에도 모델 활동을 계속하고 있으며, 언론을 통해 알려지기 이전에 이미 SNS을 통해서, 상당히 많은 팬을 확보하고 있었지만, 현재는 활동이 뜸한 상태이다.

## 학력
- 영남대학교 국제통상학부

## 경력
- 2015년 더 넥스트 쉐보레 스파크 신차발표회 모델
- 2015년 씨엘모터스 피아트 500 모델
- 2015년 서울모터쇼 시트로엥 모델
- 2016년 서울오토살롱 포즈 모델
- 2017년 서울모터쇼 만트럭 포즈 모델

## 활동
- 뷰파인더스(아마추어 인물사진 동호회)
- Damodel(전문 모델 화보 촬영 스튜디오)
- 2015 대구 세계 물 포럼